# Windermere (Florida)
Windermere és una població dels Estats Units a l'estat de Florida. Segons el cens del 2000 tenia 1.897 habitants.

## Demografia
Segons el cens del 2000, Windermere tenia 1.897 habitants, 704 habitatges, i 561 famílies. La densitat de població era de 654 habitants/km².
Dels 704 habitatges en un 36,9% hi vivien nens de menys de 18 anys, en un 70,3% hi vivien parelles casades, en un 6,5% dones solteres, i en un 20,2% no eren unitats familiars. En el 17,3% dels habitatges hi vivien persones soles el 6,7% de les quals corresponia a persones de 65 anys o més que vivien soles. El nombre mitjà de persones vivint en cada habitatge era de 2,69 i el nombre mitjà de persones que vivien en cada família era de 3,05.
Per edats la població es repartia de la següent manera: un 27,5% tenia menys de 18 anys, un 5,1% entre 18 i 24, un 25,8% entre 25 i 44, un 30,5% de 45 a 60 i un 11,1% 65 anys o més.
L'edat mediana era de 41 anys. Per cada 100 dones de 18 o més anys hi havia 96,3 homes.
La renda mediana per habitatge era de 88.809 $ i la renda mediana per família de 105.737 $. Els homes tenien una renda mediana de 80.693 $ mentre que les dones 37.321 $. La renda per capita de la població era de 51.370 $. Entorn del 2,4% de les famílies i el 3,1% de la població estaven per davall del llindar de pobresa.

## Poblacions més properes
El següent diagrama mostra les poblacions més properes.